# 障害者控除

勤務先へ提出するマルフ。年末調整で障害者控除（所得税）が申告できる。

障害者控除（しょうがいしゃこうじょ）とは、障害者を対象とした税金に関する控除制度の一つをいう。日本に於いては、障害者自身の税負担の軽減を目的として作られたものと障害者を抱える家族の税負担の軽減を目的として作られたものがある。

## 所得税・住民税
所得税と個人住民税で認められる「障害者控除」。納税者本人が障害者の場合だけではなく、障害者である同一生計配偶者（2018年分以後）や障害者である扶養親族がいる場合に一定額が所得金額から控除できる。（所法79条、地法34条・314条の2）
控除額（障害者1名につき）：　所得税；27万円（特別障害者40万円、同居特別障害者75万円）、住民税；26万円（特別障害者30万円、同居特別障害者53万円）

## 相続税
相続税で認められる「障害者控除」（障害者の税額控除）。障害者である納税者が法定相続人に該当する場合に一定額が相続税額から控除できる。日本国内に住所を有し、85歳未満という年齢制限などがある。（相法19条の4）
控除額（85歳に達するまでの年数1年につき）：　10万円（特別障害者20万円）、2014年12月以前の相続は6万円（特別障害者12万円）
　　※　控除不足額がある場合や過去に控除を受けている場合は、控除額の特例がある。

## 主な障害者の範囲
1. 身体障害者手帳（障害の程度1級又は2級は、特別障害者）や精神障害者保健福祉手帳（障害等級1級は、特別障害者）、又は戦傷病者手帳が交付されている人。
2. 精神保健福祉センター、児童相談所などの公的機関や精神保健指定医により、知的な障害があると判定された人（重度の知的障害者は、特別障害者）。
3. 6か月以上寝たきり又は認知症により日常生活に支障がある65歳以上で、知的障害者又は身体障害者に準ずるものとして、市区町村や福祉事務所から「障害者控除対象者認定書」の交付を受けた人（介護保険の要介護認定だけでは、障害者控除の対象にならない）。
4. 成年被後見人は特別障害者（精神障害者）[1]。

## 他の障害者に関する税制
- 特定障害者に対する贈与税の非課税
- 心身障害者扶養共済制度に基づく給付金の非課税
- 地方公共団体が心身障害者に関して実施する共済制度に係る掛金の控除
- 少額貯蓄の利子等の非課税
- 障害を支給事由とする年金（障害年金等）の非課税所得
- 減価償却費について認められる割増償却（障害者雇用）
- 身体障害者用物品の消費税の非課税
- 自動車税等の減免　ほか